# بلبل منظاري
بلبل منظاري (الاسم العلمي: Pycnonotus erythropthalmos) (بالإنجليزية: Spectacled Bulbul)‏ هو نوع من الطيور يتبع جنس البلبل من فصيلة البلابل.